# Pseudogaurax
Pseudogaurax là một chi ruồi trong họ Chloropidae.